# Templo de Santa Catalina de Siena (México)
El Templo de Santa Catalina de Siena es un templo presbiteriano ubicado en el Centro histórico de la Ciudad de México, en la Alcaldía Cuauhtémoc. Fue construido a mediados del siglo XVII para funcionar como templo del convento del mismo nombre, fundado en 1593 por religiosas Dominicas del convento de Oaxaca.

## Historia

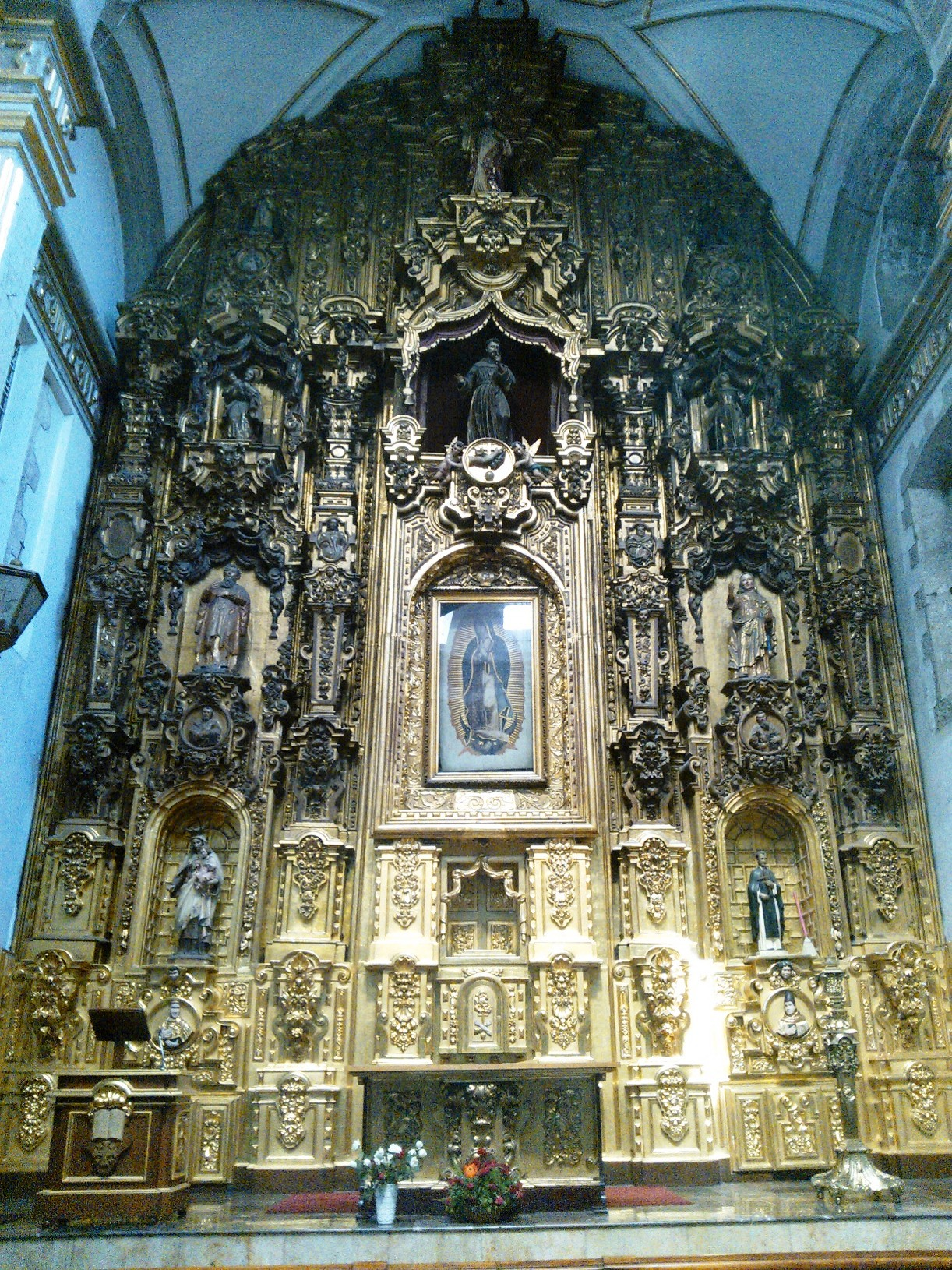
El retablo mayor del templo actualmente se encuentra en la capilla de Balvanera del templo de San Francisco el Grande.

El primer convento de monjas Dominicas fue fundado en la ciudad de Antequera hacia 1575 conforme una bula del papa Pío V. Hacia 1593 fue fundado el convento de la Ciudad de México, autorizado con una bula emitida en 1583 emitida por el papa Gregorio XIII. Las fundadoras del convento fueron sor Catalina de la Asunción y sor Mariana de San Bernardo quienes llegaron del convento de Oaxaca e inicialmente ocuparon dos casas en la calle de la Misericordia, cedidas por tres hermanas llamadas Ana, Isabel y María Phelipa, conocidas como “las Felipas”, sin embargo permanecieron poco tiempo en ese lugar, ya que el 3 de julio de 1593 adquirieron las casas de Diego Hurtado de la Peñaloza, ubicadas en la calle de las carnicerías, actual República de Argentina, donde comenzó la construcción del convento.
La primera piedra del templo fue colocada el 15 de agosto de 1619, su construcción fue costeada por Juan Márquez de Orozco, patrono de las obras de la Orden de Santo Domingo, quien encomendó la edificación del templo al arquitecto Alonso de Larco, autor del colegio Dominico de Porta Coeli. El templo fue dedicado el 7 de marzo de 1623 por el arzobispo Juan Pérez de la Serna. 
En junio de 1815, Josefa Ortiz de Domínguez fue trasladada al convento de santa Catalina de Siena, en 1814 había sido arrestada por su apoyo a la causa de la Independencia de México y encerrada en el convento de Santa Teresa la antigua. En el convento de santa Catalina permaneció hasta mediados de 1817, cuando fue beneficiada con uno de los indultos concedidos por el virrey Apodaca.
El convento fue exceptuado en la primera aplicación de la ley de desamortización de los bienes del clero, sin embargo, durante la Segunda intervención francesa en México las monjas fueron exclaustradas en marzo de 1863, estableciéndose en el convento un hospital de sangre. Al triunfo de las fuerzas Francesas en junio de ese año y la ocupación de la ciudad, las monjas volvieron al convento, siendo definitivamente exclaustradas en 1867 a la caída del Segundo Imperio Mexicano y la aplicación definitiva de las leyes de Reforma, después de la cual el convento fue utilizado como cuartel.